# Hektografie

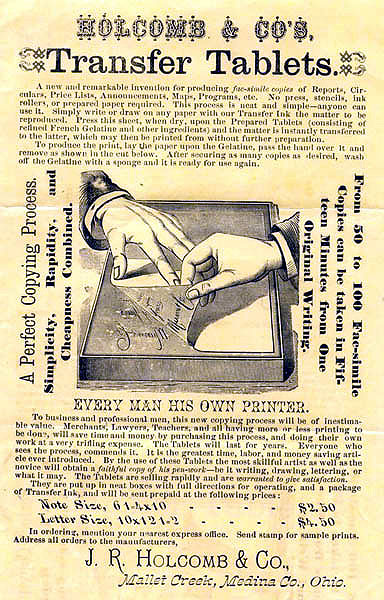
Das Holcomb-Transfer-Tablet (USA, 1876), Slogan: „Jedermann sein eigener Drucker“

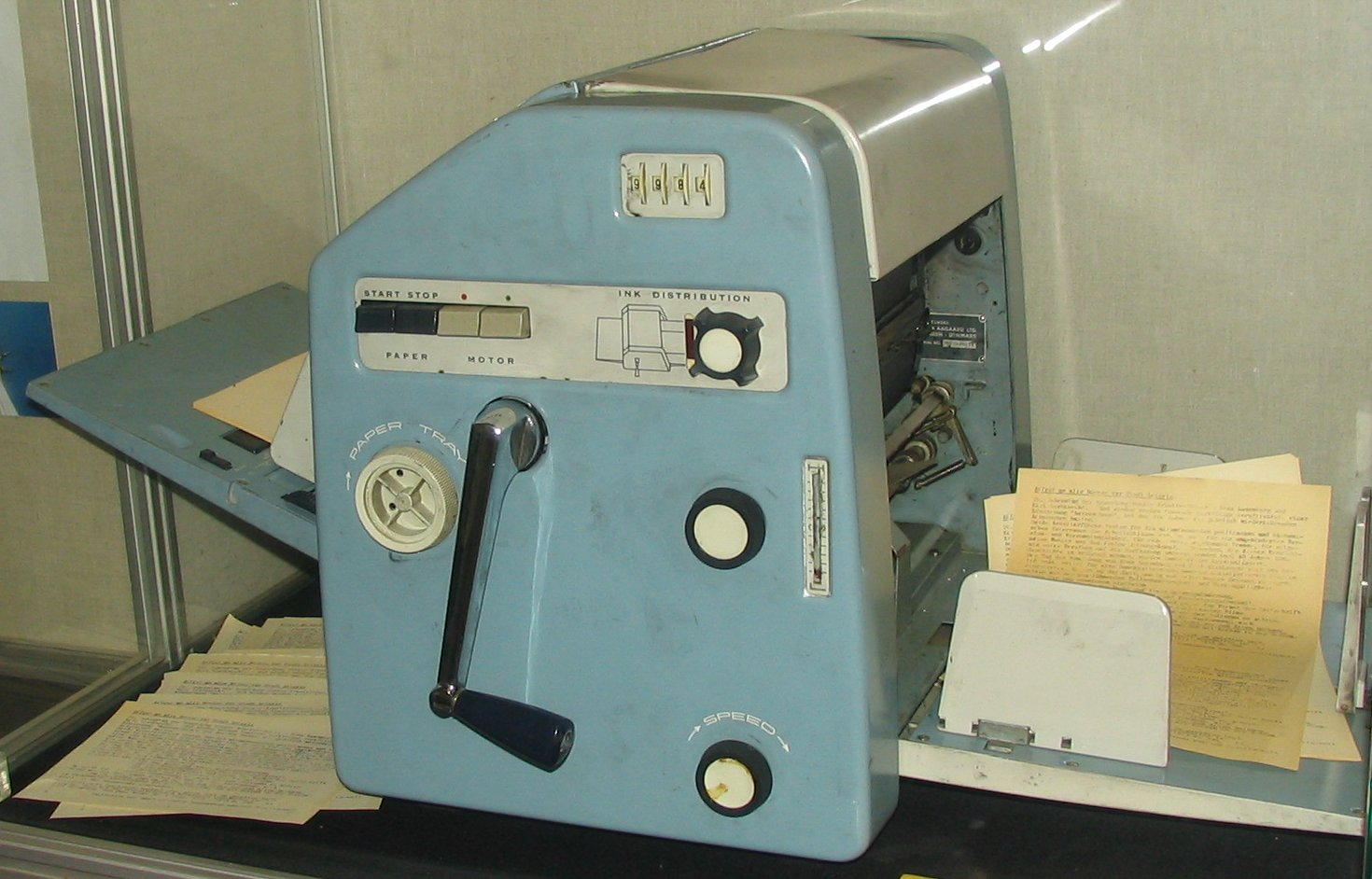
Im Januar 1989 wurde in Leipzig auf einem Hektografiergerät ein Flugblatt mit einer Auflage von 10.000 produziert.

Als Hektografie oder Hektographie (von altgriechisch ἑκατόν hekatón, deutsch ‚hundert‘ und -graphie, wörtlich „Hundertschreibung“, etwa „Verhundertfachung“) werden Umdruck-Verfahren bezeichnet, mit denen Schriftstücke ohne Anwendung einer Presse, sondern mittels einer abfärbenden Vorlage, der Matrize, vervielfältigt werden können. Die Hektografie wurde seit Ende der 1970er Jahre durch die Fotokopie aus dem Alltag verdrängt. 

## Grundlagen
Allen Verfahren der Hektographie ist gemeinsam, dass eine spezielle Tinte handschriftlich oder von einem Farbblatt oder Farbband – zum Beispiel durch Schreibmaschinenanschlag – auf eine meist mit einer besonderen Gelatinemischung beschichtete Unterlage übertragen wird. Von dieser werden dann mittels verschiedener Verfahren Abzüge auf saugfähiges Papier hergestellt.

### Ab dem 19. Jahrhundert
Ursprünglich wurde die Vorlage seitenrichtig beschrieben und auf ein Leimbett abgedrückt. Dieses übernahm die Tinte als Negativ. Legt man dann ein Blatt Papier auf die Platte und übt einen mäßigen Druck aus, so wird eine hinreichende Menge Farbstoff an das Papier abgegeben, um eine sehr deutliche Kopie zu liefern. Es bleibt aber genug Farbstoff auf der Platte übrig, um nacheinander und ohne weitere Manipulationen eine größere Anzahl von Kopien anfertigen zu können. Schließlich lässt sich die Schrift von der Leimoberfläche mit einem feuchten Schwamm entfernen und die Leimmischung erneut verwenden.
Nach einer Patentschrift von 1879 für Kwaisser und Husak wurde die Leimmasse aus einem Teil Gelatine, vier Teilen Glycerin von 30 °Bé und zwei Teilen Wasser bei mäßiger Wärme zusammengeschmolzen. Ein alternatives Verfahren schmilzt 100 Gramm feinste Gelatine mit 400–500 cm³ frisch gefälltem und noch feuchtem schwefelsaurem Baryt im Wasserbad, setzt unter Umrühren 100 Gramm Dextrin und – je nach Konzentration – 1000–1200 Gramm Glycerin hinzu, lässt unter zeitweiligem Umrühren abkühlen und gießt die noch gut fließende Masse in einen flachen Blechkasten, in dem sie erstarrt.
Die zu benutzenden Tinten bestehen aus einem Teil Methylanilinviolett, sieben Teilen destilliertem Wasser und einem Teil Alkohol – oder aus zwei Teilen essigsaurem Rosanilin (Anilinrot), zehn Teilen Wasser und einem Teil Alkohol. Die beste Tinte ist eine möglichst konzentrierte wässrige Lösung des reinsten Methylvioletts oder eine konzentrierte Lösung von Eosin.
Eine spezielle Variante dieses Verfahrens war die Hektographenrolle, die noch weit in die zweite Hälfte des 20. Jahrhunderts besonders an Bord von Frachtschiffen verwendet wurde, weil viele dort verwendete Dokumente von den Standard-Papierformaten abwichen und sich deshalb nicht für andere Verfahren eigneten.

### 20. Jahrhundert
Im 20. Jahrhundert kam nach Vorläufern, die teils bereits vor der Jahrhundertwende erprobt wurden, ein Verfahren auf, das im Matrizendrucker endete. Wird die Matrize seitenverkehrt – als Negativ – erstellt, kann sie direkt als Abzugsvorlage verwendet werden. Dazu wurde ein spezielles, zweilagiges Matrizenpapier eingesetzt, bei dem eine Farbschicht auf der Oberseite der zweiten Lage an den mit ausreichend Druck beschriebenen Stellen die Farbe auf die Rückseite des oberen Blattes übertrug. Von dieser ähnlich wie beim Offsetdruck gefertigten seitenverkehrten Matrize, die bei den meisten Geräten auf eine kurbelbetriebene Walze aufgespannt wird, lässt sich durch Befeuchten mit einem farblösenden Mittel (zum Beispiel Alkohol/Spiritus) eine – allerdings recht begrenzte, nämlich tatsächlich auf wenige hundert beschränkte – Anzahl Kopien herstellen. Um die Farbübertragung auf die Matrize bei der Schreibmaschinenbeschriftung zu verbessern, wurde in der Regel eine harte Folie (zum Beispiel aus Kunststoff) zwischen die Matrize und die Walze gelegt.

## Anwendungen
Im Büro wie auch in Schule und Lehre spielte das Verfahren eine große Rolle, da es die bei weitem günstigste Möglichkeit zur Herstellung von Kopien war. Die relativ preiswerten Hektographen (auch Umdrucker oder umgangssprachlich Nudelmaschinen) erlaubten es z. B. auch Schülern und Studenten, Flugblätter und Schülerzeitungen herzustellen, ohne dafür die Dienstleistungen einer Druckerei in Anspruch nehmen zu müssen (1970 kosteten einfache, leicht transportable Geräte etwa 130 DM). In Westdeutschland waren Hektographen an Schulen bis Mitte der 1990er Jahre weit verbreitet, bis sie zunehmend durch die inzwischen auch für Schulen mit geringem Budget erschwinglich gewordenen Fotokopiergeräte ersetzt wurden. Diese bieten den Vorteil, dass auch andere Vorlagen (z. B. Bücher) direkt vervielfältigt werden können, während etwa bei Hektographen der Text zunächst durch Abschreiben auf die Matrize übertragen werden musste.

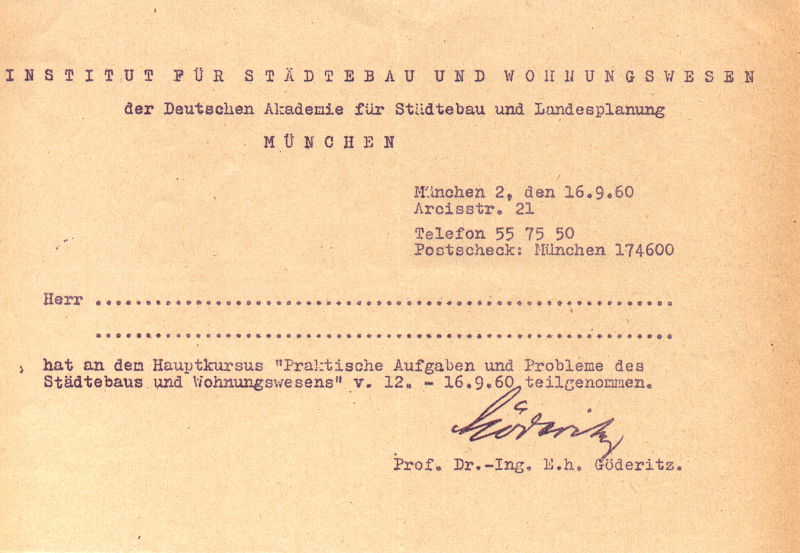
Hektographie, bei der die Vorlage in Kombination (mit Schreibmaschine sowie handschriftlich) erstellt wurde

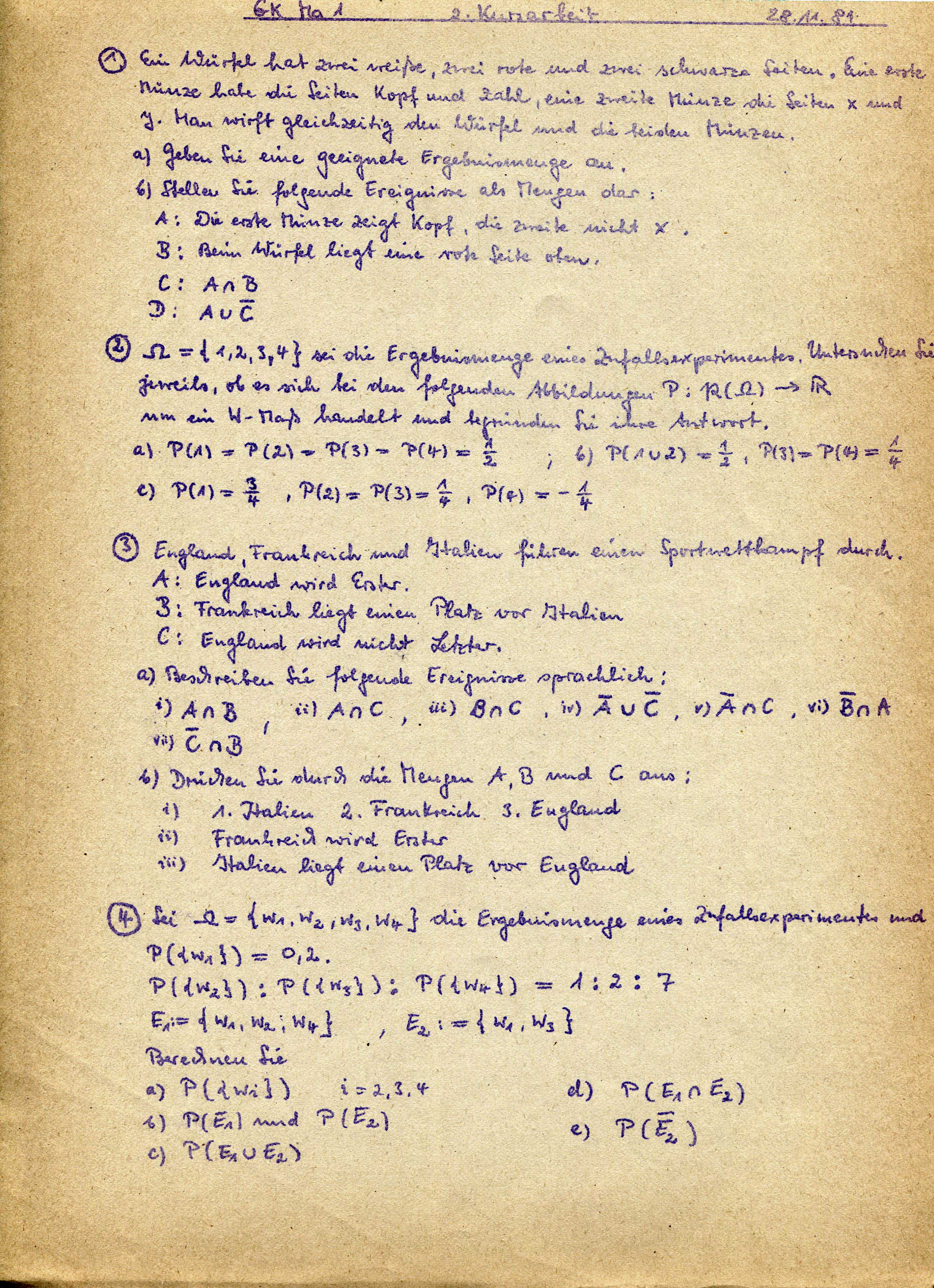
Typische Hektographie, hier wurde die Vorlage handschriftlich erstellt. Der Verlauf der Helligkeit ist wahrscheinlich auf nicht gleichmäßigen Druck zurückzuführen.

Für Menschen im politischen Widerstand war die Hektographie im späten 19. und im frühen 20. Jahrhundert oft die einzige Möglichkeit, Druckerzeugnisse in nennenswerter Anzahl zu verbreiten. Anwendung fand dieses Verfahren beispielsweise bei Widerstandsgruppen im Dritten Reich. So druckten etwa der Rote Stoßtrupp seine illegale Zeitung und die Weiße Rose ihre Flugblätter mit Hektographen wie beispielsweise dem Greif Rapid.
Hektographien zeichnen sich allerdings durch ein ausgesprochen minderwertiges Druckbild aus (keineswegs vergleichbar mit der Xerographie oder dem heutigen Tintenstrahl- bzw. Laserdruck), das zudem oft nicht rein schwarz, sondern wie bei einem Tintenstift violett war und das durch Verwaschung mit zunehmender Auflage immer schlechter wurde. Um diesen Effekt zu mildern, gab es ein spezielles gestrichenes Hektographiepapier. Zudem blichen Hektographien leicht aus. Grafiken waren mangels der Möglichkeit zur Rasterung lediglich als Strichzeichnungen möglich. Die Matrizen waren in der Regel nur einmal verwendbar; Fehler konnte man nur mit speziellem Korrekturlack korrigieren. Außerdem haftete frischen Hektographien ein charakteristischer Geruch nach dem Lösungsmittel an, der bis heute vielen Zeitzeugen in Erinnerung geblieben ist.

## Verwandte Verfahren und Apparate
Ähnliche Apparate sind der von Edison erfundene Mimeograph, sowie Autograph, Chromograph, Multigraph, Kilograph, Ormig (DDR-Synonym für Hektographie, auch im Westen vorkommend, nach der West-Berliner Ormig Organisationsmittel GmbH), Kopierpresse etc.
Gegenüber den mit höchst vergänglichen Anilintinten hergestellten Kopien bezeichnet die Kollographie von Jacobsen einen wirklichen Fortschritt. Nach diesem Verfahren schreibt man mit einer speziellen Kampeschetinte auf gut geleimtes Papier, überträgt die Schrift auf eine angefeuchtete Leimplatte und schwärzt sie mit Hilfe einer Walze mit Buchdruckerschwärze ein. Letztere bleibt nur an den von der Schrift bedeckten Stellen der Leimplatte haften, falls diese zuerst genügend angefeuchtet worden war. Die Kopie wird auch hier durch einfaches Auflegen des Papiers und Ausübung eines mäßigen Druckes erhalten. Für jede neue Kopie muss die Schrift auf der Leimplatte von neuem eingeschwärzt werden, und so kann man bis zu 150 reine Umdrucke erhalten, von denen die letzten dieselbe Schwärze besitzen wie die ersten, während die hektographischen Kopien zuletzt schwächer ausfallen.
Bei Zuccatos Trypograph handelt es sich um eine Art Siebdruck-Verfahren. Dabei schreibt man mit einem harten Stift auf ein eigens präpariertes Papier, welches man auf eine fein geraute eiserne Tafel legt. Durch Druck erhält das Papier an den durch die Schrift verformten Stellen kleinste Löcher und wird sozusagen in eine Schablone verwandelt. Diese wird jetzt in einem Apparat mit Druckrahmen befestigt, unter sie aber schiebt man jedes Mal den zu bedruckenden Bogen gewöhnlichen Papiers. Hierauf überfährt man die Schablone mit einem mit etwas Farbe getränkten Gummiwischer, wobei die Farbe durch die Löcher dringt und auf dem Papier eine Kopie der Schrift erzeugt. Eine einzige Schablone soll bis zu 7000 Abdrücke liefern können, die Herstellung aber so schnell fördern, dass man 400 Abdrücke in einer Stunde fertigen kann.
Mit einem ähnlichen Verfahren, aber vollautomatisiert wie ein Kopiergerät, arbeiten sogenannte Risographie-Geräte. Die klassische Blaupause wurde mittels der Cyanotypie erzeugt.
Eine andere Methode zur Herstellung der Druckmatrizen bedient sich eines thermischen Kopierverfahrens, hierzu werden spezielle Matrizensätze (Farbblatt und Matrizenpapier) angeboten. Diese erlaubten es, von einseitig schwarz gedruckten Originalen mittels eines Thermo-Kopierverfahrens beliebig viele gleiche Druckmatrizen herzustellen. Hierzu wurde das einseitig schwarz bedruckte Original im Kontakt durch den Thermokopierer gezogen. Dieser besteht aus einer angetriebenen Glaswalze, die durch einen Halogenstab von innen beheizt wird. Gummiwalzen führen das Original zusammen mit dem Matrizensatz über diese Walze, wobei sich die schwarze Schrift so stark erwärmt, dass die Farbschicht des Farbblattes schmilzt und die Farbe auf die Matrize übertragen wird. Die weißen Bereiche des Originals bleiben jedoch unter der Schmelztemperatur der Farbschicht. Das Trägerpapier dieser Thermokopie-Matrizen ist wesentlich dünner, worunter sowohl die Druckqualität als auch die Auflagengröße leidet. Derartige Matrizen werden heute noch von vielen Tattoo-Studios verwendet, um Zeichnungen auf die Haut zu übertragen.